# Vinterriket
Vinterriket (норв. Зимове королівство, Царство зими) — німецький музичний проект в стилі dark ambient, заснований Крістофом Циглером (Christoph Ziegler). Також Крістоф займається і іншими своїми проектами, такими як Atomtrakt, Nebelkorona та ін. Брав участь у деяких гуртах як запрошений музикант або приєднаний музикант.

## Біографія
Vinterriket був утворений в далекому 1996 році як one-man-band. У 1997 і 1998 були записані перші дві репетиційні касети, але вони так і не були ніколи видані.
За період з 1998 до кінця 1999 була записана перша демо-стрічка. Логотип Vinterriket був розроблений бельгійським майстром Крістофом Шпайделем (Christophe Szpajdel), але кінцевий результат був дороблений самим музикантом. З 1999 року дотепер на різних лейблах всього світу вийшла досить велика кількість різних релізів.
Christoph Ziegler грав деякий час на гітарі в блек-гурті Graven, а також деяких місцевих невідомих блек-бандах.
Крістоф спостерігає за скандинавською блек-сценою, Industrial/Classic-металом, але знаходить себе саме в дарк-ембієнті. За його словами, саме цей стиль навіть кращий, ніж метал, висловлює темні, депресивні, меланхолійні і атмосферні настрої. Окрім цього він ще займається іншими своїми проектами: Atomtrakt, Dânnâgôischd, Nebelkorona; і брав участь в гуртах: Nocternity, Battle Dagorath, Graven і віднедавна в Sturmpercht і Fräkmündt.

## Дискографія
2000: Gjennom Tekete Skogen (Demo)
2001: Stьrme der letzten Stille (Demo)
2001: Det Svake Lys (7" EP)
2002: Vinterriket / Northaunt — Split (7" EP)
2002: Herbstnebel (7" EP)
2002: Vinterriket / Manifesto — Split (7" EP)
2002: Landschaftsmalerische Klangwelten synthetischer Tonkunst 1996—2002
2002: Kaelte (7" EP)
2002: Vinterriket / Veiled Allusions Split (7" EP)
2002: …Und Die Nacht Kam Schweren Schrittes
2002: Vinterriket / Orodruin — Split (CD)
2002: Vinterriket / Fjelltrone — Split (7" EP)
2002: Finsternis
2003: Vinterriket / Paysage d'hiver — Split (LP)
2003: Von Eiskristallen…und dem ewigen Chaos MCD
2003: Winterschatten
2003: Aura (7" EP)
2004: Landschaften Ewiger Einsamkeit
2004: Im Ambivalenten Zwielicht Der Dunkelheit (7" EP)
2004: Vinterriket / Northaunt — Split (7" EP)
2005: 7-Zoll-Kollektion 2000—2002
2005: Vinterriket / Uruk-Hai — Split (CD)
2005: Vinterriket / Northaunt — Split (CD)
2005: Der letzte Winter — Der Ewigkeit entgegen
2005: Weisse Nдсhte des schwarzen Schnees
2006: Lichtschleier
2006: Retrospektive
2007: Kontemplative Antagonismen des Augenblicks DVD
2007: Kaelte, Schnee und Eis — Rekapitulation der Winterszeit
2007: AEP & Vinterriket (Split)
2008: Gebirgshohenstille
2008: Zeit-Los: Laut-Los
2009: Horizontmelancholie
2010: Zwichen Der Jahren (7" EP)
2010: Nebelfluh (7" EP)
2011: Grauweiss
2012: Garðarshólmur
2013: Entlegen
2015: Hinweg